# Temple de Neith (Memphis)
Pour les articles homonymes, voir Temple de Neith.
Le temple de Neith à Memphis est un édifice dédié à la déesse égyptienne Neith. 

## Description
Le temple se trouve au sein de la ville historique de Memphis, sur la rive est du Nil.
Le temple est moins bien conservé que les autres édifies religieux égyptiens. Des piliers et colonnes, utilisés pour soutenir le reste de l'édifice sont encore visibles. Les chapelles dédiées à la déesse Neith sont encore présentes, de même que plusieurs bas-reliefs, fresques murales et sculptures.
Le site fait l'objet de recherches archéologiques et de mesures de protection pour sa préservation.